# Последнее танго
«Последнее танго» (1918) — художественный немой фильм Вячеслава Висковского. Вышел на экраны 31 мая 1918 года.
Другое название — «Под знойным небом Аргентины». Фильм сохранился не полностью.

## Сюжет
На сюжет романса из репертуара И. Кремер.
Джо и Кло зарабатывают себе на жизнь танцами в ночных кабаках. Джо влюблён в обворожительную Кло и сильно ревнует её.
Однажды в ресторанчике, где они выступают, появляется английский турист сэр Стон. Он восхищен красотой Кло, он не отрывает от неё взгляда и заказывает один танец за другим. Джо уговаривает Кло обольстить сэра Стона, чтобы потом они вместе могли его ограбить. При этом он предупреждает, чтобы Кло не вздумала увлечься англичанином, иначе он убьёт её.
Кло кокетничает с англичанином, начинает симпатизировать ему и выдаёт план Джо. Сэр Стон и Кло вдвоём уезжают в Париж.
Кло любит его, он окружает свою возлюбленную роскошью и вниманием. Но постепенно богатая и спокойная жизнь наскучивает пылкой аргентинке. Она просит, чтобы сэр Стон водил её в рестораны, где Кло самозабвенно танцует танго.
Однажды в ресторане появляется Джо, который гастролирует в Париже с новой партнёршей. Он видит Кло, ревность душит его, он бросается к ней и увлекает Кло в танец. С последними аккордами музыки Джо выхватывает нож и вонзает ей в грудь…

## В ролях
| Актёр          | Роль            |
| -------------- | --------------- |
| Вера Холодная  | Кло, танцовщица |
| Осип Рунич     | Джо, её партнёр |
| Иван Худолеев  | сэр Стон        |
| А. Александров | кельнер         |

## Съёмочная группа
- Режиссёр: Вячеслав Висковский
- Оператор: Владимир Сиверсен
- Художник: Алексей Уткин
- Продюсер: Дмитрий Харитонов

## Отзывы
«Публике нравятся картины такого характера» — писала «Кино-Газета» в 1918 году.

Картину сделали режиссёр и исполнители. У В. В. Холодной нашёлся прекрасный комедийный тон и темперамент. Изящен и прост И. Н. Худолеев. Интересен О. И. Рунич. <…>
Удачнее и интереснее других сделаны комедийные сцены. Много жизни в аргентинском кабачке. Живописны массовые сцены.

Рецензент газеты «Новости сезона» (1918, № 3484, с. 6) также положительно оценил фильм, отметив, что «картина, несмотря на „певучий“ сценарий, смотрится очень легко».

Режиссёр г. Висковский отошёл от шаблона сценария и внёс в него элемент настоящей жизни ... Г. Худолеев и г-жа Холодная прекрасно выполнили замысел режиссёра. Г-жа Холодная неожиданно проявила себя хорошей комедийной артисткой. Некоторые длинноты и незначительность самого «Танго» остаются мало заметными на общем фоне.

Режиссёр В. Гардин в своих «Воспоминаниях» (1949) писал: «Фильмы „Последнее танго“ и „Женщина, которая изобрела любовь“ свидетельствуют о том, что Вера Холодная обладала не только изумительно красивой внешностью, но и способностью использовать последнюю как средство передачи своих эмоций».
Киновед Ромил Соболев в книге «Люди и фильмы русского дореволюционного кино» (1961) написал, что в этом и последующих фильмах В. Холодная раскрылась как актриса и «использовала свою изумительную внешность для передачи глубоких эмоций». Он отмечал, что «здесь актриса уже хорошо владеет мимикой, свободным жестом, выразительностью своих глаз».
Кинокритик Нея Зоркая писала, что сохранившиеся фрагменты фильма свидетельствуют о том, что «Вера Холодная играет с юмором, уверенно, свободно». При этом роль отличается от большинства сыгранных ею ранее — это «роль иная: весёлой авантюристки, обольстительницы».